# Єлле ван Горком
Єлле ван Горком (нід. Jelle van Gorkom, нар. 5 січня 1991, Дутінхем, Нідерланди) — нідерландський велогонщик, срібний призер Олімпійських ігор 2016 року у виді BMX Racing. 

## Виступи на Олімпіадах
| Олімпіада   | Дисципліна | Місце        |
| ----------- | ---------- | ------------ |
| Лондон 2012 | BMX        | чвертьфінали |
| Ріо 2016    | BMX        | 2            |